# Jean-Baptiste Letourneux
Pour les articles homonymes, voir Letourneux.
Jean-Baptiste Letourneux est un homme politique français né le 25 novembre 1795 à Mortain (Manche) et décédé le 1er août 1869 à Fougerolles-du-Plessis (Mayenne).

## Biographie
Docteur en médecine en 1819, il s'installe en Mayenne et devient président de la société d'agriculture. Conseiller général, il est député de la Mayenne de 1834 à 1848, siégeant au centre gauche, dans l'opposition.
Ses travaux agronomiques et sa méthode d'assolements lui valurent une médaille d'or de la Société royale d'agriculture de Paris. Connu pour ses opinions libérales, il brigua les suffrages des électeurs du 4e collège de la Mayenne aux Élections législatives de 1834, et fut élu député. Son mandat lui fut renouvelé aux Élections législatives de 1837 ; aux Élections législatives de 1839 ; aux Élections législatives de 1842 ; et aux Élections législatives de 1846.
Il siégea au centre gauche et vota toutes les mesures libérales proposées par l'opposition, notamment contre les lois de disjonction, contre l'adresse de 1839, pour les fortifications de Paris, pour les incompatibilités, pour l'adjonction des capacités, contre la dotation du duc de Nemours, contre l'indemnité Pritchard, pour la proposition Rémusat.
Il rentra en 1848 dans la vie privée, et reprit l'exercice de la médecine.

## Sources
- « Jean-Baptiste Letourneux », dans Adolphe Robert et Gaston Cougny, Dictionnaire des parlementaires français, Edgar Bourloton, 1889-1891 [détail de l’édition]